# Zář (kniha)
Zář (2010, orig. Halo) je román australské spisovatelky Alexandry Adornetto (* 18. 4. 1992). Kniha byla vydána nakladatelstvím Copyright v roce 2010 v USA a v České republice roku 2011 v Praze Knižním klubem. Kniha se dělí do 33 kapitol a obsahuje 396 stran. Kniha je psána anglicky, do češtiny byla přeložena Markétou Demlovou.

## Děj
Tři nadlidsky krásní andělé přicházejí do poklidného městečka Tallow Beach šířit dobro a lásku. Vydávají se za sourozence Churchovy. Nejmladší Bethany vypráví příběh o jejím zamilování do okouzlujícího chlapce Xaviere. Bethany je ze tří andělů nejméně zkušená a nedává si příliš velký pozor, proto se občas dostává do problémů. Nejprve má potíže kvůli lásce s Xavierem, jelikož se andělé po splnění úkolů vracejí na nebesa, ale andělský Kůr dovolí, že mohou být spolu, dokud osudný den rozloučení nenastane. Avšak později přichází Jake Thorn, který vypadá zprvu jako milý chlapec, který se pouze zamiluje do Bethany, ale později se ukáže, že je to pekelný posel, který se snaží zničit andělský úkol a tropí ve městě neplechu. Nakonec je poražen sílou lásky Bethany a Xaviera. Mladý pár zůstane společně na zemi i s Bethaninými andělskými sourozenci, ale dokdy tomu takhle bude, to nikdo neví.
„Když andělské slzy zaplaví zemi,
brány pekel zří znovuzrození.
Když se zánik andělů blíží,
pozemský chlapec se se smrtí zkříží.“

## Postavy
- Bethany: nejmladší ze tří andělů, proto nemá tak veliké zkušenosti. Na zemi se zamiluje do chlapce Xaviera, což pro její sourozence není nejšťastnější zpráva, jelikož se bojí, že tím může ohrozit jejich misi. Bethany svůj dar teprve hledá, a když ho najde, zjistí, že jím jde předávat léčivou energii.

- Xavier: neodolatelný chlapec zamilovaný do Bethany stejně jako ona do něj. Bethany se stává jeho životem. Po zasvěcení do jejího andělského tajemství je zaskočen, ale i tak ji miluje a snaží se vymyslet, jak dokázat, aby mohl být s ní.

- Jake: ďábelský posel, který zpočátku vyvolává dojem, že je zamilovaný do Bethany. Postupem času andělé zjišťují, že Jake je pekelný posel Lucifera a snaží se jen konat zlo a anděly ohrozit. Láska však nakonec Ďábla porazí.

## Jazyk a styl
Jazyk je spisovný, řeč postav obsahuje i hovorové výrazy. Dílo je psáno anglicky v ich formě. Bethany vypráví příběh z minulosti.